# Otto Schneider (Politiker, 1902)
Otto Schneider (* 16. April 1902 in Gera; † 25. Juli 1947 in Jena) war ein deutscher Politiker (CDU in der SBZ). Er war Mitglied des Thüringer Landtags und 1947 Landesvorsitzender der CDU Thüringen.

## Leben
Schneider von Beruf Kaufmann und Webereibesitzer, wurde 1945 Mitglied der CDU in der  Sowjetischen Besatzungszone (SBZ). Er war von 1945 bis 1947 stellvertretender Vorsitzender der CDU von Greiz. Im Juni 1946 wurde er Mitglied der  Beratenden Landesversammlung Thüringens. Im Oktober 1946 wurde er zum Mitglied des Thüringer Landtags gewählt. Ab Februar 1947 fungierte er Ministerialdirektor und Leiter des Amtes für Handel und Versorgung im Ministerium für Versorgung der Landesregierung Thüringen. Auf dem 2. Landesparteitag vom 18. bis 20. April 1947 in Erfurt wurde Schneider als Nachfolger des zurückgetretenen Walter Körner zum Landesvorsitzenden der CDU Thüringen gewählt. Gleichzeitig wurde er Mitglied des geschäftsführenden Hauptvorstandes der CDU. 
Schneider starb im Alter von 45 Jahren an einer Krankheit in Weimar.